# Acha de Lochaber

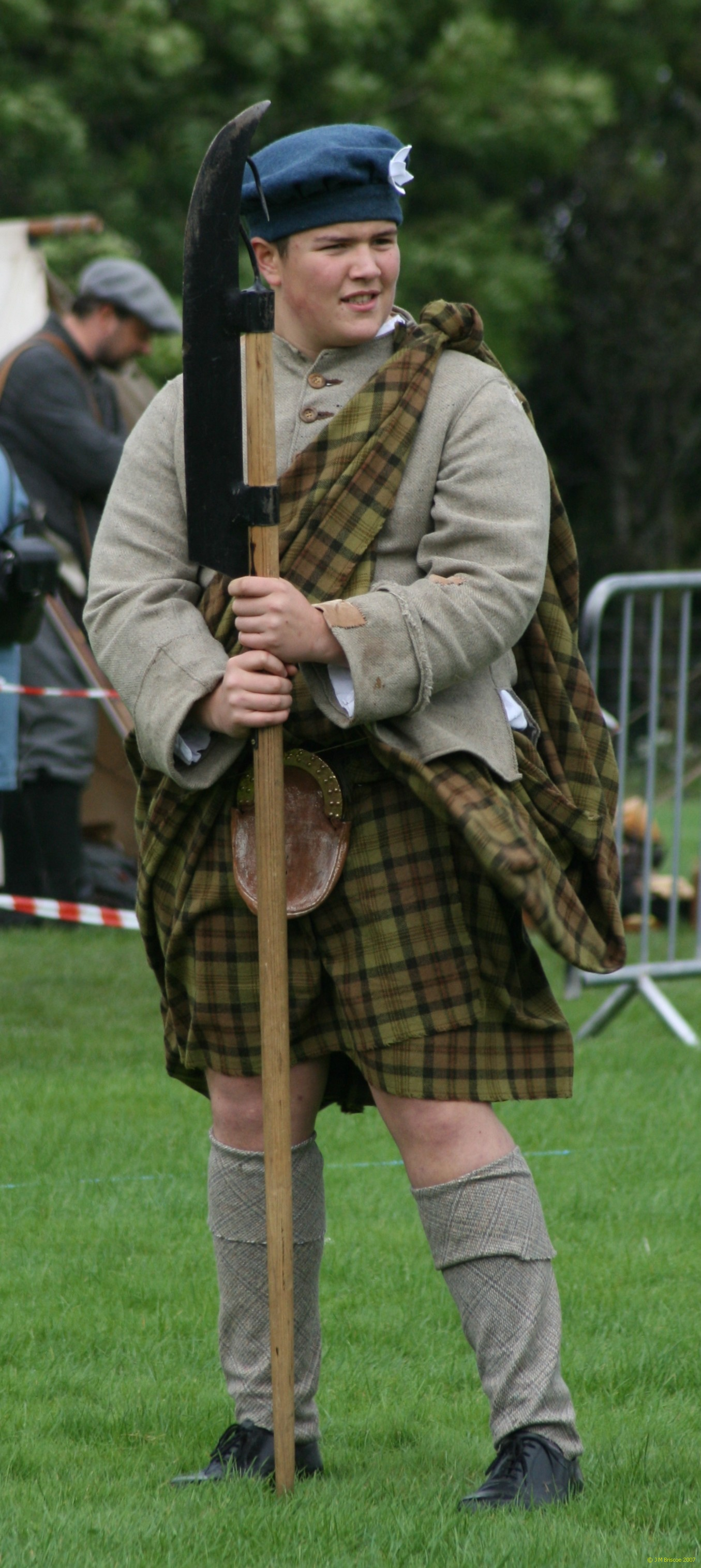
Réplica de uma acha de Lochaber

A acha de Lochaber é uma arma de haste, usada estritamente na Escócia do séc. XVI, semelhante à berdiche ou ao cutelo de assédio, que a antecederam. 

## Feitio
Trata-se de um machado de duas mãos, composto por uma lâmina pesada, à guisa da de um machado, que assenta numa comprida haste de madeira, por meio de duas argolas.
No que toca à lâmina, esta pode orçar entre os dois quilos e os dois quilos e meio, medindo cerca de 45 centímetros de comprido. Tem um formato tendencialmente achatado, com uma ligeira curvatura na parte superior, a qual, nalguns exemplares, pode guarnecer-se de um gancho.
No que toca à haste, resume-se a um cabo de madeira maciça, pode orçar entre metro e meio e um metro e oitenta.
No extremo oposto à lâmina, no chamado «conto» da haste, a acha de lochaber pode contar com um encaixe metálico para servir de contrapeso. Este contrapeso pode funcionar como o sauróter, presente nalgumas lanças clássicas, como a dory, e renascentistas, como a partasana.
Outra arma de haste escocesa do séc. XVI, semelhante à acha de Lochaber, é a haste de Jeddart, que se caracteriza pela comprida haste e pela dupla lâmina de acha. 

## História

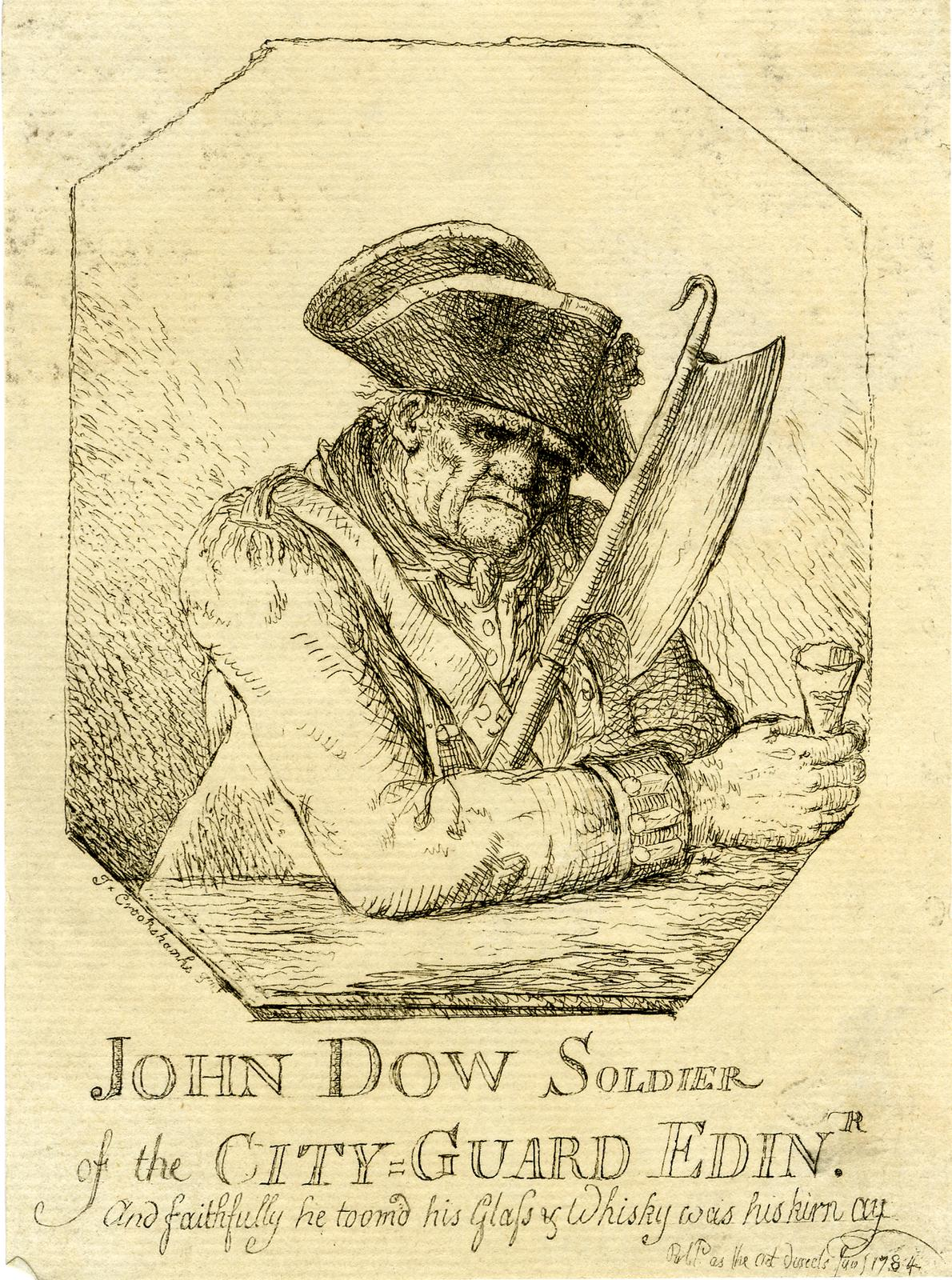
Gravura intitulada «John Dow Soldier of the City-Guard Edinburgh», onde figura um guarda da torre de Edimburgo com uma acha de Lochaber

O nome desta arma remonta à região homónima das terras altas escocesas. A abonação literária mais antiga conhecida a aludir à acha de Lochaber é de 1501. 
O uso da acha de lochaber obteve particular notoriedade na segunda metade do séc. XVI, quando os escoceses, no rescaldo dos confrontos com os Tudores do Reino de Inglaterra, decidiram trocar as tácticas de combate medievais, por tácticas e metodologias bélicas renascentistas. A acha de Lochaber surge nesta conjuntura como uma arma de haste para ser usada à queima-roupa pela infantaria, idealmente de feição a rachar os piques da infantaria inglesa ou a fazer frente às lanças dos cavaleiros, preenchendo na panóplia escocesa o lugar que, noutras zonas da Europa, era ocupado pela alabarda.
Há alguns historiadores que traçam a linhagem da acha de Lochaber directamente à berdiche, passando pelo cutelo de assédio, sendo certo que há outros ainda, que sustentam que a mesma provém dos machados dinamarqueses, herdados da tradição viquingue que assentara arraiais na Escócia, em tempos remotos.
Em 1570, na Batalha de Bun Garbhain, entre o clã Cameron e o clã Mackintosh, Taillear Dubh na Tuaighe , filho varão do 14.º chefe do clã  Cameron, exímio e reconhecido guerreiro, foi mortalmente pespegado com a acha de Lochaber do maioral do clã Mackintosh.
A acha de Lochaber continuou a ser empregue pelos escoceses ainda durante o séc. XVII e, mesmo durante a sublevação jacobita de 1745, foi uma das armas de eleição dos revoltosos. No entanto, o desfecho cruento da referida sublevação terá contribuído em larga medida para relegar esta arma a um papel meramente cerimonial de 1767 em diante, volvendo-se, dessarte, na arma dos guardas da torre de Edimburgo.

## Uso

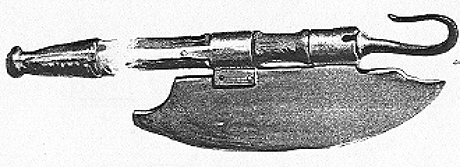
Acha de Lochaber com gancho na parte cimeira

A acha de Lochaber era empunhada mormente por soldados da infantaria escocesa, como arma corto-perfurante anti-cavalaria. Além disso, graças ao gancho na parte superior da acha, podia ser usada como implemento de escalada, no contexto de invasão, para trepar pelas muralhas. 
Com o mesmo gancho, especula-se, que os soldados escoceses também poderiam tentar engatar os cavaleiros ingleses, de molde a desequilibrá-los das respectivas montadas abaixo, à guisa de desmontador. Num sentido mais corriqueiro, o gancho podia servir ainda para ajudar a transportar ou guardar a arma ao dependuro.